# 중독 (2002년 영화)
"중독"은 2002년에 개봉한 대한민국의 멜로 영화이다.

## 캐스팅
- 이병헌 : 대진 역
- 이미연 : 은수 역
- 이얼 : 호진 역
- 박선영 : 예주 역
- 지대한 : 철현 역
- 박재황 : 레이싱코치 역
- 김태훈 : 이 박사 역
- 오민조 : 김 박사 역
- 손종범 : 서 박사 역
- 노진원 : 택시 운전사 역
- 이우진 : 레지턴트 역
- 김연수 : 전시회장기자 역
- 강예원 : 영은 역
- 정인기 : 간병인 역
- 장남열 : 집배원 역
- 우기홍 : 인턴의 역
- 공재원 : 남의사 역
- 이승진 : 여의사 역
- 김미원 : 경기장 아나운서 역
- 전훈 : 레코드가게 주인 역 (특별출연)

## 수상
- 2003년 제40회 대종상
  - 여우주연상 - 이미연